# Miskolci Gőztéglagyár
A Miskolci Gőztéglagyár 1877-ben jött létre három kisebb téglagyár egyesülése révén.

## Története

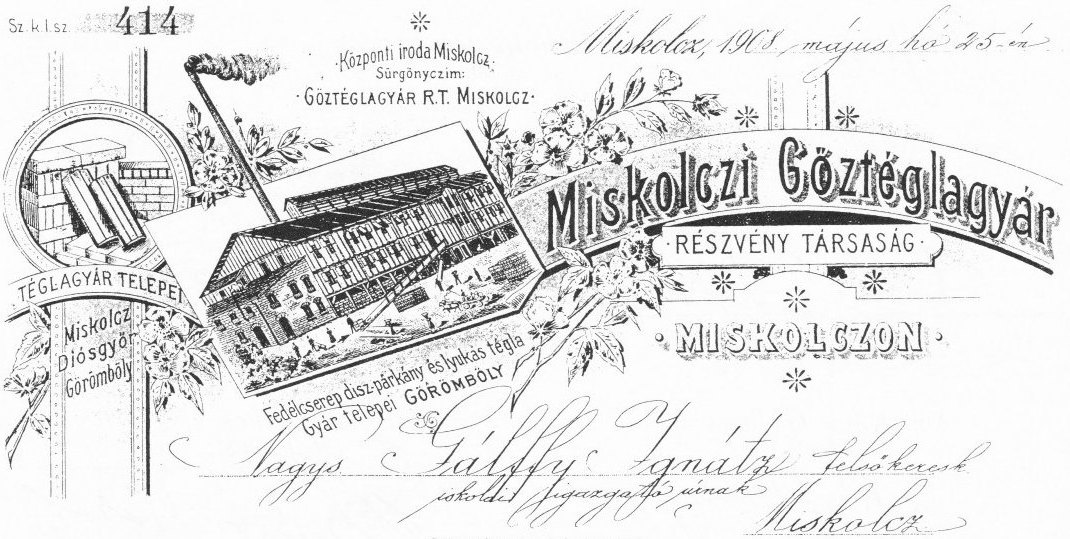
Céges levélpapír, 1908

Miskolcon már az 1700-as évekből vannak feljegyzések jó minőségű agyag bányászatáról és ebből tégla készítéséről, de ezek csak téglaégető színek voltak, az ipari szintet messze nem érték el. Még 1846-ban, a Szemere Bertalan megyei alispán által készített összeírásban sem szerepel itt téglagyár. Az első igazi téglagyárat az 1860-as években alapították a Furman testvérek, János és Ferdinánd (Miskolczi Tégla Gyár). Az agyagbányát és berendezéseit a Miskolc városával kötött szerződés alapján használták. Az üzem „fali, kémény, boltozati, vízellenes, tűzmentes, fejér és veres tégláit” sajtóhirdetésekben kínálták Miskolcon. A cég Miskolc diósgyőri határában működött (ekkor Miskolc és Diósgyőr külön települések voltak), az egykori kohászati üzemek szomszédságában. A második téglagyárat Csáthy Szabó István alapította 1875-ben a diósgyőri koronauradalom területén, és az uradalommal kötött szerződés alapján gyártotta tégláit. A harmadik téglagyárat Lachs Gyula hozta létre, amely a Furman-féle gyár szomszédságában működött.
1877-ben a három téglagyár egyesült, és létrehozta a Miskolci Gőztéglagyár Rt-t. A gyáralapítók fontos és aktív szereplői voltak a város közéletének. A Furman-fiúk apja, Furman B. Ferdinánd az első miskolci lap, a Miskolczi Értesítő egyik alapítója volt 1842-ben, és miskolci megbízottként részt vett az első magyar ipari kiállítás megszervezésében. Fiai – a téglagyáron kívül is – fontos szerepet töltöttek be a város ipari, egyházi és pénzügyi területén. Furman János a Miskolczi Takarékpénztár vezérigazgatójaként játszott fontos szerepet a téglagyári rt. létrehozásában. Az igazgatóságnak halálukig tagja volt Csáthy Szabó István és Lachs Gyula is (az alapítás évében a Furman-gyár résztulajdonosaként feltüntetett Szinay Istvánné, szül. Dóczy Julianna ez irányú sorsáról nincs tudomásunk). A részvénytársaság 6000 forint tőkével alakult meg, ebből 3000 forint volt az értéke a Furmann-, 2000 a Csáthy-, 1000 a Lachs-féle gyárnak. 1881-ben a téglagyár 35 férfi és 25 női idénymunkása (egyetlen mester irányításával) 2 000 000 téglát állított elő – gyakorlatilag csak miskolci felhasználók számára. Az agyag helyi volt, a szenet szekerekkel szállították a környék bányáiból.
1896-ban a miskolci telephelyen 2 700 000, a diósgyőriben 1 900 000, az időközben megnyitott görömbölyiben több mint 1 600 000 téglát állítottak elő, amire szükség is volt, mert ebben az időszakban már javában folytak Miskolc nagy építkezései. A téglagyárban folyamatos technológiai korszerűségeket hajtottak végre, a miskolci gyárban 1892-ben bevezették a gőzenergia felhasználását, új gépüzemet és égetőkemencét állítottak üzembe. Mindemellett vásárlásokkal bővítették a területüket is, amivel nőtt a bányakapacitásuk is. A tégla iránti igény fokozódása miatt az 1920-as években felvetődött a téglagyár és az agyagbánya vasúti összeköttetésének megvalósítása, de a gazdasági világválság miatt lekerült a napirendről, sőt 1930-ban egyáltalán nem, 1931-ben pedig csak fél kapacitással működött a gyár.
1940. január 1-jén a gyár a Miskolci Takarékpénztár tulajdona lett, pontosabban a Miskolci Takarékpénztár Gőztéglagyára néven egyesült a két intézmény (a részvények nagyobb része már korábban is a pénzintézet tulajdonában volt). A második világháború döntő hatással volt ennek a gyárnak a működésére is, 1944 nyarán le is állt a termelés. Ebben az üzemben gyűjtötték össze a miskolci és a megyei zsidó lakosságot, majd innen szállították tovább őket Auschwitzba. A téglagyár későbbi sorsát döntően meghatározta, hogy a gyárat a németek felrobbantották, a görömbölyi telep is komoly károkat szenvedett. A helyreállítási munkálatok nehezen haladtak, mert a munkásokat ingyenes közmunkára vitték. Az ezt követő időszakban a miskolci téglagyár lassan eltűnt a híradásokból, az államosított cégek között sem fordult elő, csak a görömbölyi és a Szentpéteri kapui téglagyárról van némi adat. A téglagyár az 1950-től megjelent miskolci térképeken már nem is szerepelt. 1950-ben egyébként már elkezdődött az új Mályi téglagyár építése, amely 1952-ben állt termelésbe.